# 136 Austria
A 136 Austria egy a Naprendszer kisbolygói közül, amit Johann Palisa fedezett fel 1874. március 18-án.